# Crazy in Love (film)
Cet article concerne le film de Petter Næss. Pour la chanson de Beyoncé Knowles avec Jay-Z, voir Crazy.
Pour plus de détails, voir Fiche technique et Distribution.
Crazy in Love, ou Mozart et la baleine au Québec (Mozart and the Whale) est un film américain de Petter Næss, qui s'inspire de l'histoire de Mary et Jerry Newport, tous deux atteints du syndrome d'Asperger, qui malgré leurs difficultés développent une histoire d'amour.

## Synopsis
Dans le film, Donald, un conducteur de taxi, a un don pour les chiffres. Se sentant très seul, il fonde un groupe d'autistes. Un jour une fille nouvelle, Isabelle, coiffeuse douée pour la musique et l'art, entre dans le groupe. Toute sa vie change. Ils apprennent à se connaître et aiment tous les deux les animaux, spécifiquement des oiseaux. Une affinité se developpe entre lui et Isabelle.

## Fiche technique
- Titre original : Mozart and the Whale
- Titre français : Crazy in Love
- Titre québécois : Mozart et la Baleine
- Réalisation : Petter Næss
- Scénario : Ronald Bass
- Direction artistique : Vincent DeFelice
- Décors : Jon Gary Steele
- Costumes : Ha Nguyen
- Photographie : Svein Krøvel
- Montage : Lisa Zeno Churgin et Miklos Wright
- Musique : Deborah Lurie
- Casting : Deborah Aguila et Tricia Wood
- Production :
- Sociétés de production : 
  - Big City Pictures
  - Millennium Films
  - Equity Pictures Medienfonds GmbH & Co. KG II
  - Modern Digital
  - North by Northwest Entertainment
  - Robert Lawrence Productions
  - Swingin' Productions
- Sociétés de distribution (cinéma) : 
  - Millennium Films (États-Unis)
  - Boulevard Entertainment (Royaume-Uni)
- Pays d'origine :  États-Unis
- Langue originale : anglais
- Format : couleur - 35 mm - 1,85:1 - son Dolby Digital
- Genre : Comédie dramatique
- Durée : 92 minutes
- Dates de sortie : 
  -  4 février 2006 (Festival du film de Santa Barbara), 14 avril 2006 (sortie nationale)

## Distribution
- Josh Hartnett (VF : Emmanuel Garijo ; VQ : Martin Watier) : Donald Morton
- Radha Mitchell (VF : Virginie Ledieu ; VQ : Camille Cyr-Desmarais) : Isabelle Sorenson
- Gary Cole (VQ : Jean-Luc Montminy) : Wallace
- Sheila Kelley (VQ : Manon Arsenault) : Janice
- Erica Leerhsen (VF : Caroline Santini ; VQ : Nadia Paradis) : Bronwin
- John Carroll Lynch (VQ : Yves Soutière) : Gregory
- Nate Mooney (VF : Laurent Morteau ; VQ : Nicolas Charbonneaux-Collombet) : Roger
- Allen Evangelista : Skeets

 Source et légende : version française (VF) sur RS Doublage et selon le carton du doublage sur le DVD zone 2
 Source et légende : version québécoise (VQ) sur Doublage.qc.ca